# Robert Tabarot
Pour les articles homonymes, voir Tabarot.
Robert Tabarot, né le 30 mars 1928 à Paris 10e et mort le 15 octobre 2015  à Cannes, est un champion d'Afrique du Nord de boxe, commerçant, membre fondateur du Front Algérie française et l'un des chefs de l’OAS à Oran.
Il est le père de Michèle Tabarot, députée des Alpes-Maritimes, et Philippe Tabarot, actuel ministre délégué chargé des Transports au sein du gouvernement François Bayrou.

## Biographie
Surnommé « Le Rocher », Robert est un ancien champion d’Afrique du Nord de boxe où il accumule toutes les médailles : moyen, mi-lourd, puis lourd ,, avant d’arrêter à 30 ans, en 1958. Il devient commerçant en Algérie et vend des pièces détachées de voitures. 
Il est le neveu de Pierre Tabarot, propriétaire du journal socialiste Oran républicain.
Dès 1955, en réaction aux attentats du FLN, il fonde un groupe armé contre-terroriste avec Athanase Georgopoulos. Il est un des membres fondateurs du Front Algérie Française en juin 1960 , sur la base du dit FNF, avec le conseiller général Guy Villeneuve , Gaby Conesa et Yves Santini, lui aussi conseiller général d’Oran et qui devint le porte-parole du mouvement.
Bras droit du général Jouhaud à Oran, il devient, en 1961, l’un des chefs de l’OAS en Oranais, chargé du bureau des contacts politiques.
Après les accords d'Évian, en 1962, il quitte l'Algérie et se réfugie, comme beaucoup de pieds-noirs et de membres de l'OAS, à Alicante, où il ouvre une pizzeria, et où il est considéré par les autorités espagnoles comme l'intermédiaire des pieds-noirs de la ville.
Il va se consacrer au soutien des anciens membres de l'OAS via l’association Solidarité et Union française, et négocie avec Michel Baroin le retour des clandestins réfugiés en Espagne,.
Après la loi d’amnistie des anciens de l'OAS de juillet 1968,  il rentre en France en 1969, et s'installe à Cannes, où il gère une plage. Il y est élu conseiller municipal de 1977 à 1983.
En 1976, il ouvre la première maison du Pied-noir de France à Mandelieu pour « œuvrer à la réhabilitation de l'histoire des français d'Algérie ».
Avec Jeannette, sa femme, il a une fille, Michèle, née en 1962 à Alicante, et deux fils, Roch, né à Alicante et Philippe, né en 1970 à Cannes.
En 1985, il inaugure Aqualandia, un parc aquatique de 150 000 m2, à Benidorm, en Espagne.
Il meurt le 15 octobre 2015 à Cannes.

## Décorations
Il est fait chevalier de l'ordre national du Mérite en 1979 